# Delos Thurber
Delos Thurber (Estados Unidos, 23 de noviembre de 1916-12 de mayo de 1987) fue un atleta estadounidense, especialista en la prueba de salto de altura en la que llegó a ser medallista de bronce olímpico en 1936.

## Carrera deportiva
En los JJ. OO. de Berlín 1936 ganó la medalla de bronce en el salto de altura, con un salto por encima de 2.00 metros, siendo superado por sus compatriotas los también estadounidenses Cornelius Johnson (oro con 2.03 m) y Dave Albritton (plata también con 2.00 metros pero en menos intentos).